# Guido de Ibelín (condestable de Chipre)
Guido de Ibelín (en francés: Guy d'Ibelin; 1215/1218-después de mayo de 1255), fue mariscal y condestable del Reino de Chipre.
Fue el hijo de Juan de Ibelín, señor de Beirut y Melisenda de Arsuf.
Se casó con Felipa, hija de Amalarico Barlais, y tuvo:
- Balduino de Ibelín bailío del Reino de Jerusalén, después condestable del reino de Chipre.
- Juan de Ibelín, que fue asesinado en 1277.
- Emerico de Ibelín.
- Balián de Ibelin (1240-1302).
- Felipe de Ibelín (1253-1318) senescal del Reino de Chipre.
- Isabel de Ibelín (1241-1324), esposa del rey Hugo III de Chipre.
- Alicia de Ibelín, se casó con Odón de Dampierre-sur-Salon.
- Eschiva de Ibelín.
- Melisenda de Ibelín.
- María de Ibelín.